# Edward Sorley
Edward Sorley foi um ator britânico da era do cinema mudo.

## Filmografia selecionada
- Queen's Evidence (1919)
- The Temptress (1920)
- Mord Em'ly (1922)
- The Loves of Mary, Queen of Scots (1923)
- Bulldog Drummond's Third Round (1925)
- Nell Gwyn (1926)
- Dawn (1928)